# Santa Tereza do Tocantins
Santa Tereza do Tocantins es un municipio brasileño del estado del Tocantins. Se localiza a una latitud 10º16'56" sur y a una longitud 47º48'30" oeste, estando a una altitud de 263 metros. Su población estimada en 2004 era de 2 301 habitantes. Posee un área de 543,941 km².